# 云南珠子木
云南珠子木（学名：Phyllanthodendron yunnanense），为大戟科珠子木属下的一个植物种。其种加词“yunnanense”意为“云南的”。
现接受名为云南叶下珠（Phyllanthus yunnanensis (Croizat) Govaerts & Radcl.-Sm., 1996）。